# Vermilion, Ohio
Vermilion là một thành phố thuộc quận Lorain, tiểu bang Ohio, Hoa Kỳ. Năm 2010, dân số của thành phố này là 10594 người.

## Dân số
- Dân số năm 2000: 10927 người.
- Dân số năm 2010: 10594 người.